# Leichtathletik-Länderkampf der Frauen 1965 BR Deutschland – Polen
| 9. Leichtathletik-Länderkampf mit bundesdeutscher Beteiligung 1965 | 9. Leichtathletik-Länderkampf mit bundesdeutscher Beteiligung 1965 |
| ------------------------------------------------------------------ | ------------------------------------------------------------------ |
|                                                                    |                                                                    |
| Ländervergleich der Frauen: BR Deutschland – Polen                 |                                                                    |
| Austragungsort                                                     | Lübeck                                                             |
| Wettbewerbe                                                        | 11                                                                 |
| Datum                                                              | 10. September 1965                                                 |
| 1. FRG 2. POL                                                      | 61 Punkte 56 Punkte                                                |
| Chronik                                                            |                                                                    |
| ← FRG-USA (F)                                                      | FRG-GBR (M) →                                                      |

Den neunten Vergleich des Länderkampfjahres 1965 bestritten wieder die Frauen. Am 10. September, eine gute Woche vor ihrem Europacup-Finale, traten sie in Lübeck gegen Polen an. In den vorangegangenen Begegnungen hatte es fünf bundesdeutsche Siege gegeben und zwei polnische. Einmal war das Aufeinandertreffen remis ausgegangen.

## Wettbewerbe und Modus
Ausgetragen wurden die bei Frauenländerkämpfen üblichen elf Wettbewerbe. Das Programm war identisch mit dem Frauenangebot in der Leichtathletik bei Olympischen Spielen. Gewertet wurde sowohl in den Einzelwettbewerben als auch in der Staffel nach dem Standardsystem.

## Ergebnis
Auch in diesem Länderkampf ging es wie in den vorangegangenen Vergleichen der beiden Länder es eng zu. Im Laufbereich gab es drei bundesdeutsche und zwei polnische Siege. Allerdings lagen die Polinnen dabei jeweils auf den Rängen eins und zwei. Auch die Staffel ging an Polen. Die bundesdeutschen Leichtathletinnen entschieden beide Sprungdisziplinen sowie die drei Wettbewerbe im Bereich Wurf/Stoß für sich. Damit verbesserten sie ihre Bilanz gegen Polen weiter und gewannen die Begegnung mit 61 zu 56 Punkten.

## Resultate

### 100 m
| Platz | Athletin           | Land | Zeit (s) |
| ----- | ------------------ | ---- | -------- |
| 1     | Ewa Kłobukowska    | POL  | 11,2     |
| 2     | Elżbieta Kolejwa   | POL  | 11,7     |
| 3     | Hannelore Trabert  | FRG  | 11,8     |
| 4     | Gerlinde Beyrichen | FRG  | 11,9     |

### 200 m
| Platz | Athletin           | Land | Zeit (s) |
| ----- | ------------------ | ---- | -------- |
| 1     | Ewa Kłobukowska    | POL  | 23,0     |
| 2     | Irena Kirszenstein | POL  | 23,1     |
| 3     | Ingrid Becker      | FRG  | 23,6     |
| 4     | Kirsten Roggenkamp | FRG  | 24,0     |

### 400 m
| Platz | Athletin         | Land | Zeit (s) |
| ----- | ---------------- | ---- | -------- |
| 1     | Christine Linz   | FRG  | 56,5     |
| 2     | Celina Gerwin    | POL  | 56,6     |
| 3     | Grażyna Chodorek | POL  | 56,9     |
| 4     | Helga Henning    | FRG  | 57,5     |

### 800 m
| Platz | Athletin            | Land | Zeit (min) |
| ----- | ------------------- | ---- | ---------- |
| 1     | Antje Gleichfeld    | FRG  | 2:08,3     |
| 2     | Danuta Sobieska     | POL  | 2:09,1     |
| 3     | Krystyna Nowakowska | POL  | 2:09,2     |
| 4     | Gerda Klöpfer       | FRG  | 2:11,3     |

### 80 m Hürden
| Platz | Athletin           | Land | Zeit (s) |
| ----- | ------------------ | ---- | -------- |
| 1     | Inge Schell        | FRG  | 10,6     |
| 2     | Renate Balck       | FRG  | 10,8     |
| 3     | Danuta Straszyńska | POL  | 11,4     |
| 4     | Elżbieta Bednarek  | POL  | 11,6     |

### 4 × 100 m Staffel
| Platz | Besetzung      | Land                                                                  | Zeit (s) |
| ----- | -------------- | --------------------------------------------------------------------- | -------- |
| 1     | Polen          | Elżbieta Bednarek Elżbieta Kolejwa Irena Kirszenstein Ewa Kłobukowska | 45,0     |
| 2     | BR Deutschland | Gerlinde Beyrichen Inge Schell Hannelore Trabert Kirsten Roggenkamp   | 46,1     |

### Hochsprung
| Platz | Athletin        | Land | Höhe (m) |
| ----- | --------------- | ---- | -------- |
| 1     | Ilia Hans       | FRG  | 1,64     |
| 2     | Maria Zielińska | POL  | 1,58     |
| 3     | Jarosława Bieda | POL  | 1,55     |
| 4     | Inge Geurtz     | FRG  | 1,55     |

### Weitsprung
| Platz | Athletin              | Land | Weite (m) |
| ----- | --------------------- | ---- | --------- |
| 1     | Helga Hoffmann        | FRG  | 6,07      |
| 2     | Mirosława Salaczinska | POL  | 6,02      |
| 3     | Irena Kirszenstein    | POL  | 5,98      |
| 4     | Ursula Künzel         | FRG  | 5,74      |

### Kugelstoßen
| Platz | Athletin           | Land | Weite (m) |
| ----- | ------------------ | ---- | --------- |
| 1     | Gertrud Schäfer    | FRG  | 16,10     |
| 2     | Marlene Klein      | FRG  | 15,80     |
| 3     | Eugenia Ciarkowska | POL  | 13,91     |
| 4     | Kazimiera Rykowska | POL  | 12,59     |

### Diskuswurf
| Platz | Athletin           | Land | Weite (m) |
| ----- | ------------------ | ---- | --------- |
| 1     | Kriemhild Limberg  | FRG  | 54,75     |
| 2     | Kazimiera Rykowska | POL  | 49,54     |
| 3     | Liesel Westermann  | FRG  | 48,86     |
| 4     | Zyta Mojek         | POL  | 48,28     |

### Speerwurf
| Platz | Athletin           | Land | Weite (m) |
| ----- | ------------------ | ---- | --------- |
| 1     | Anneliese Gerhards | FRG  | 53,69     |
| 2     | Daniela Tarkowska  | POL  | 50,73     |
| 3     | Lucyna Krawcewicz  | POL  | 49,95     |
| 4     | Ameli Koloska      | FRG  | 49,47     |